# エル・オブセルバドール
エル・オブセルバドール（El Observador）は、1991年10月22日に創刊された、全国的に流通しているウルグアイの新聞。発行部数は、アルゼンチンの機関であるIVCが計上している。